# Versammlung Eines Ehrbaren Kaufmanns zu Hamburg
Der Verein Versammlung Eines Ehrbaren Kaufmanns zu Hamburg e. V. (VEEK) (seit 2024 Versammlung Ehrbarer Kaufleute zu Hamburg) ist eine Institution der kaufmännischen Selbstverwaltung in Hamburg.
Sie ist nach eigenen Angaben die größte wirtschaftsethische Vereinigung Deutschlands mit einer Tradition seit 1517. Sie hat derzeit rund 1.050 persönliche Mitglieder, die Unternehmer oder leitende Angestellte der Hamburger Wirtschaft sind. Die Mitglieder der Versammlung möchten die Grundsätze des Ehrbaren Kaufmanns in den Hamburger Unternehmen leben und sie in Wirtschaft und Gesellschaft verbreiten.

## Geschichte
Aus einem Treffen der Flandern-, England- und Schonenfahrer, den alten Gesellschaften der Hamburger Kaufleute die mit diesen Gebieten Handel trieben, entstand der Zusammenschluss Der Gemeine Kaufmann (gemeene Kopmann), der 1517 vom Ehrbaren Rat der Hansestadt das Recht erhielt, einen Vorstand aus sechs Kaufmannsälterleuten als Vertretung zu wählen. Die Vereinigung sollte „alles Notwendige zu des Kaufmanns Nutzen fördern und Nachteile verhüten“. 1523 gab sich die Interessenvertretung ein eigenes Statut. Durch Initiative des gemeenen Kopmanns entstand 1558 die Hamburger Börse und bald danach organisierte der Verband ein eigenes Boten- und Postwesen.
Im 17. Jahrhundert verschwand der Begriff des gemeenen Kopmanns. 1665 wählte die alhie zu Hamburg zur See handelnden Kaufleute, die später als Ein Ehrbarer Kaufmann bezeichnet wurde, die Commerz-Deputation, die aus sieben Männern bestand. Im Jahr 1710 erhielten diese Commerz-Deputierten Sitze und Stimmrechte in der erbgesessenen Hamburger Bürgerschaft. Der Ehrbare Kaufmann war fortan die Wahlkörperschaft der Commerz-Deputation, aus der 1867 die Handelskammer Hamburg hervorging. Das Wahlrecht ging erst 1933 verloren.
Im April 2023 benannte sich der Verein um in Versammlung Ehrbarer Kaufleute zu Hamburg e. V. unter Beibehaltung der Abkürzung VEEK.